# Озеро (картина Левитана)
«Озеро» — картина русского художника Исаака Левитана (1860—1900), над которой он работал в 1899—1900 годах. Хранится в Государственном Русском музее в Санкт-Петербурге (инв. Ж-4262). Размер — 149 × 208 см. Также употребляются другие названия — «Озеро. Русь» и «Солнечный день. Озеро».
Картина «Озеро» — последнее крупное произведение Левитана. Художник писал её незадолго до своей смерти, и она осталась неоконченной. Тем не менее это полотно считается главным произведением позднего Левитана, «лебединой песнью» художника. Впервые эта картина, под названием «Солнечный день», была выставлена на посмертной выставке Левитана, проходившей в Санкт-Петербурге и Москве в 1901 году.
Полотно «Озеро» является одним из трёх самых больших по размеру произведений художника — наряду с картинами «У омута» (1892) и «Над вечным покоем» (1894), перекликаясь с последней по сюжету. При его написании Левитан  использовал большое количество этюдов и эскизов, включая большой отработанный эскиз, находящийся в Нижегородском государственном художественном музее, и малый предварительный вариант картины, хранящийся в Государственной Третьяковской галерее.
Искусствовед Алексей Фёдоров-Давыдов относил полотно «Озеро» к «замечательным творениям Левитана» и писал, что оно производит на зрителей «непосредственно большое и сильное впечатление, как могучая и прекрасная картина русской природы». По словам искусствоведа Михаила Алпатова, в картине «Озеро» Левитану удалось дать «собирательный образ своей родины» — в ней можно увидеть «и прошлое Руси, и её настоящее, и природу, и человека»; в этом произведении «слились воедино и личные переживания художника, и сама праздничная красота мира».

## История

### Предшествующие события и работа над картиной
Сюжет озера интересовал Левитана с начала 1890-х годов. В 1893 году он написал относительно большую по размеру картину «На озере» (холст, масло, 109 × 163 см, Саратовский художественный музей имени А. Н. Радищева). В 1894 году Левитан закончил картину «Над вечным покоем» (холст, масло, 150 × 206 см, ГТГ), на которой изобразил широкое водное пространство, хотя было не вполне понятно, озеро это или река (над этим полотном художник работал на озере Удомля близ Вышнего Волочка). Тема озера присутствует в ряде произведений, которые он написал по итогам своего пребывания у озера Комо в северной Италии, включая картину «Озеро Комо» (холст, масло, 1895, 96 × 128 см, ГРМ). Также в этой связи упоминаются пастель 1895 года под названием «Хмурый день» (48 × 62 см, ГРМ) и картина «Лесное озеро» (холст, масло, 1890-е, 48 × 80 см, Ростовский областной музей изобразительных искусств).

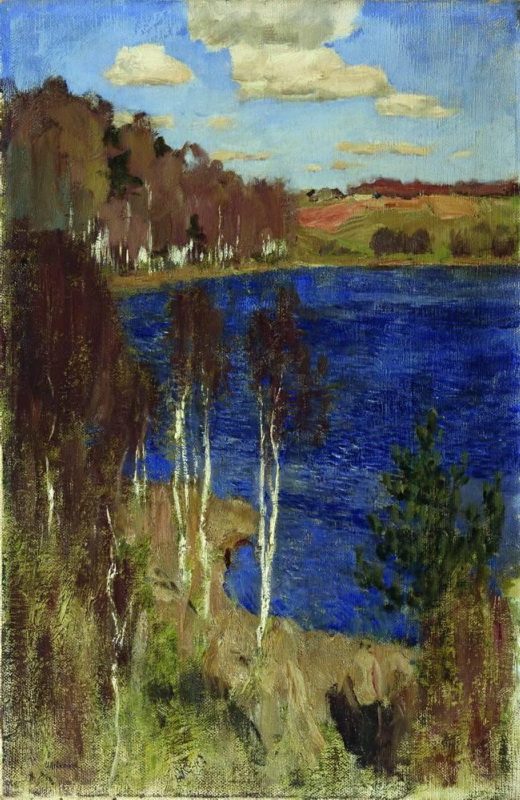
Озеро. Весна (1898, ПОКГ)

Летом 1898 года Левитан жил в имении Богородское, расположенном в Клинском уезде Московской губернии, недалеко от железнодорожной станции Подсолнечное (ныне — в черте города Солнечногорск), на берегу озера Сенеж. Имение принадлежало семье Олениных — Владимиру Александровичу (правнуку Алексея Оленина — государственного секретаря и президента Академии художеств) и его жене Елизавете Дмитриевне, урождённой Скарятиной. В письме к писателю Антону Чехову от 23 июня 1898 года Левитан сообщал: «Живу я здесь в великолеп[ном] месте: на берегу очень высоко[го] громадного озера, кругом меня леса, а в озере кишит рыба…». Аналогичное описание можно найти в письме Левитана к художнице Елене Карзинкиной от 5 июля 1898 года: «Живу я в очень милом месте: озеро большое, горы, лес, полная тишина, даже слишком (впрочем, скоро нарушится всё это — приедут владельцы, Оленины), но всё-таки очень хорошо здесь».

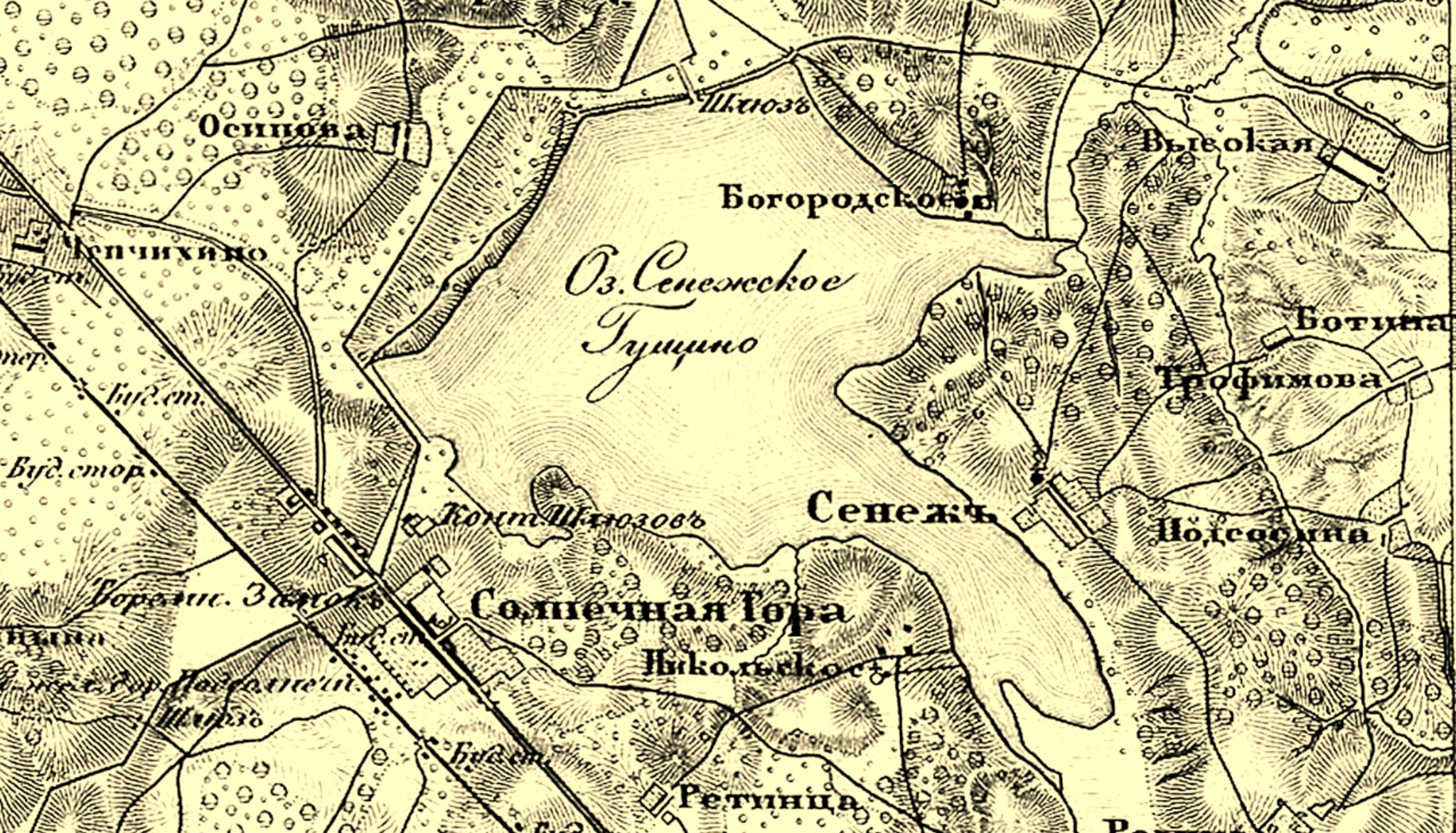
Озеро Сенеж (Сенежское Гущино) на топографической карте 1860 года (Богородское находится у северо-восточного берега)

В Богородском Левитан написал ряд пейзажей, среди которых, в частности, была картина «Озеро. Весна» (холст, масло, 1898, 91 × 59 см, Пензенская областная картинная галерея имени К. А. Савицкого), которую исследователи творчества художника рассматривают как одно из подготовительных произведений для будущей картины «Озеро». Впоследствии, признавая сложный и синтетический характер образа, представленного Левитаном на полотне «Озеро», и сочинённость изображённого на нём пейзажа, искусствовед Алексей Фёдоров-Давыдов писал, что этот пейзаж «кажется гораздо более натурным», чем в картине «Над вечным покоем». По его словам, в картине «Озеро» Левитан «бессознательно воспроизводил <…> некое пережитое зрительное представление», которым могло явиться «то общее переживание, которое он получил летом 1898 года на озере Сенеж».

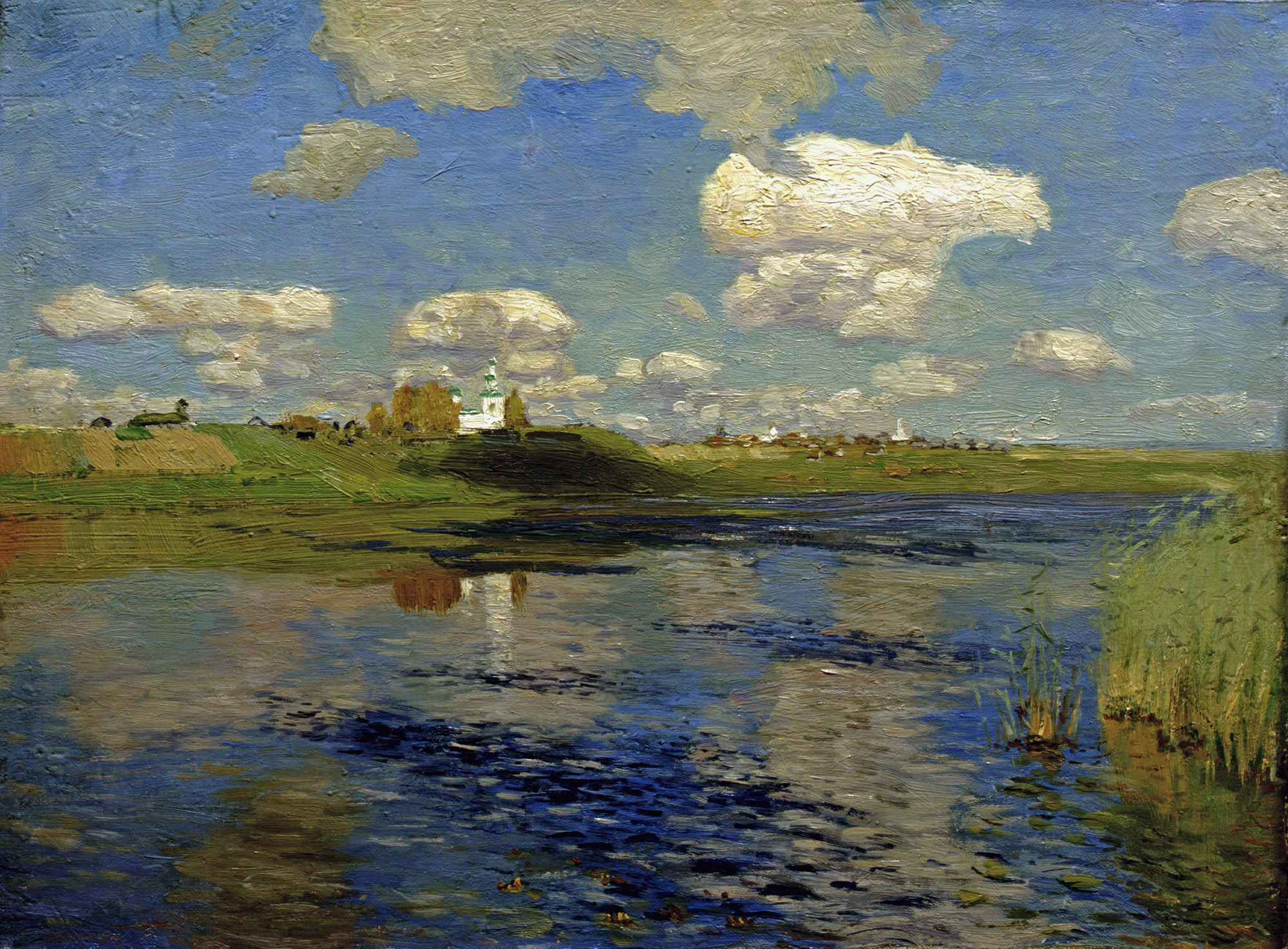
Озеро (первый вариант картины, 1898—1899, ГТГ)

С сентября 1898 года Левитан преподавал в Московском училище живописи, ваяния и зодчества (МУЖВЗ), где возглавлял пейзажный класс. По воспоминаниям одного из учеников Левитана, художника Бориса Липкина, в начале 1899 года он дал им задание: написать иллюстрацию к стихотворению Александра Пушкина «Туча» («Последняя туча рассеянной бури! Одна ты несёшься по ясной глазури…»). В том же году, при подготовке к ученической выставке, Левитан показал Липкину большой эскиз, выполненный для картины «Озеро», отметив, что он относится к той же теме, по которой он дал задание. По воспоминаниям Липкина, Левитан сказал ему: «Я давно работаю над этой темой, хотел назвать эту вещь „Русью“, только, пожалуй, немного претенциозно, лучше попроще как-нибудь». Литературовед Андрей Турков писал, что замысел Левитана был, возможно, в какой-то мере связан с его работой над иллюстрированием собрания сочинений Пушкина, издание которого к 100-летию со дня рождения поэта готовил Пётр Кончаловский. В то же время Алексей Фёдоров-Давыдов не соглашался с утверждением Липкина о том, что левитановский эскиз был тематически связан с пушкинской «Тучей». Он писал, что «образ картины ни в коей мере не напоминает это стихотворение», поскольку художник изобразил не тучу, не состояние природы после грозы, а светлые облака. Пейзаж, по выражению Фёдорова-Давыдова, «менее всего иллюстративен», и он «смотрится как реальная натура прежде всего».
В конце апреля 1899 года Левитан уехал в деревню Окуловка Крестецкого уезда Новгородской губернии, где провёл остаток весны и бо́льшую часть лета. Там им были созданы картины «Сумерки. Луна», «Сумерки. Стога», «Летний вечер», «Сумрачно» и другие. Левитан также продолжал работу над подготовительными этюдами для будущего полотна «Озеро». В августе 1899 года художник вернулся в Москву.
Над окончательным вариантом картины «Озеро» Левитан работал в Москве, в доме-мастерской в Большом Трёхсвятительском переулке, выделенном ему в 1889 году предпринимателем и меценатом Сергеем Морозовым. В начале февраля 1900 года художника навестил учёный-естествоиспытатель Климент Тимирязев, который пришёл с женой и сыном. В мастерской Тимирязев увидел множество неоконченных полотен, среди которых была большая картина «Озеро». Учёному особенно понравился этюд к этой картине, который выделялся «богатой, радужной гаммой красок». Левитан работал над полотном «Озеро» до первых чисел мая. В начале мая 1900 года, навещая в Химках студентов своего пейзажного класса, работавших там на пленэре на снятой для них даче, Левитан простудился, что привело к тяжёлому осложнению болезни сердца. Художник возвратился в Москву, но излечиться ему не удалось — он скончался 22 июля (4 августа) 1900 года. После его смерти в мастерской осталось около 40 неоконченных картин (включая «Озеро»), а также около трёх сотен этюдов.

### Посмертная выставка и последующие события

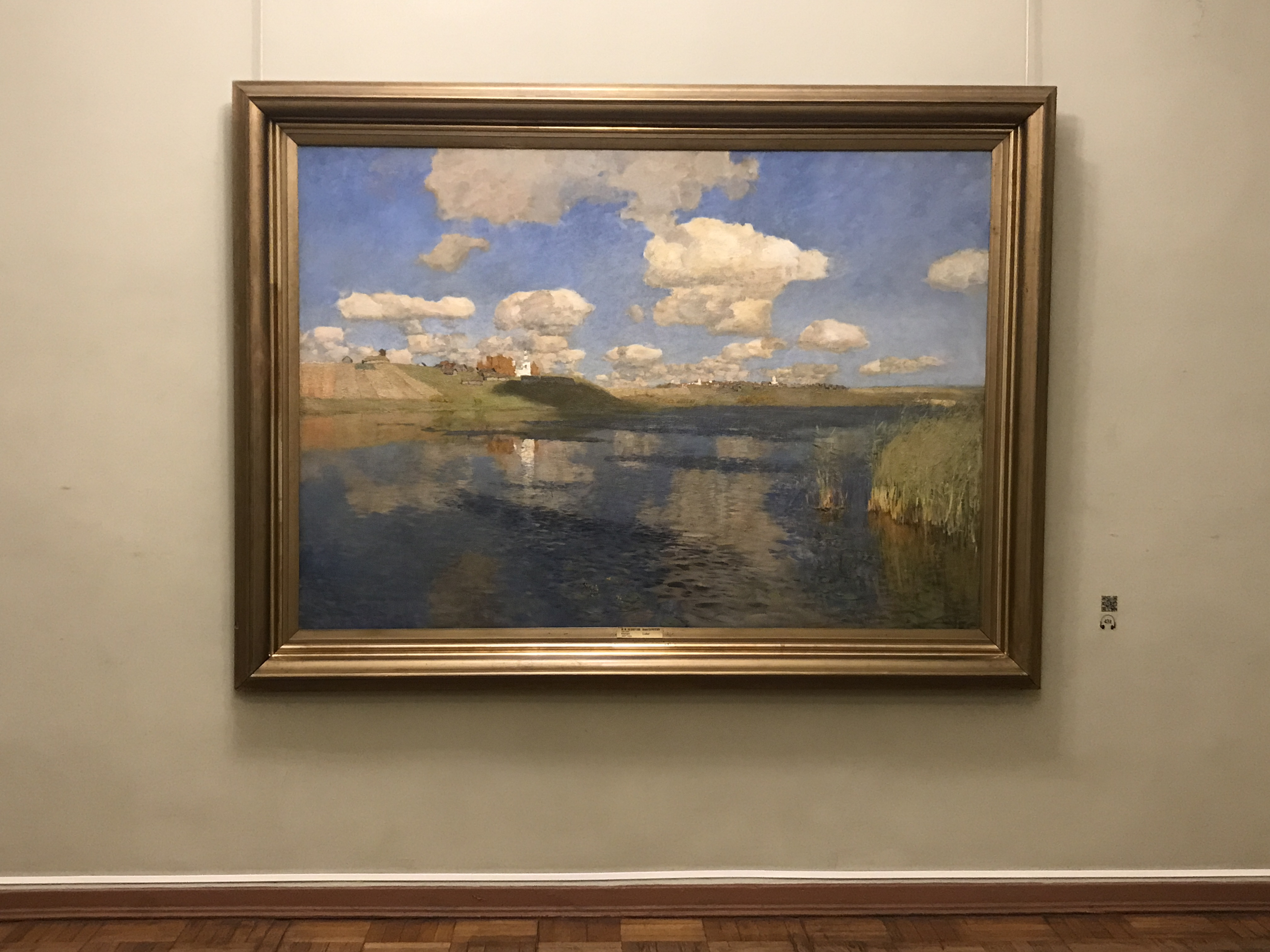
Картина «Озеро» в ГРМ

Впервые картина «Озеро», под названием «Солнечный день», была выставлена на посмертной выставке Левитана, проходившей в Санкт-Петербурге и Москве в 1901 году. На экспозиции, первая часть которой проходила в залах Императорской Академии художеств, а вторая — в помещении Московского общества любителей художеств, было представлено более 140 картин и множество этюдов. Прямо с выставки полотно было приобретено у Адольфа (Авеля) Левитана (брата художника) для Русского музея императора Александра III (ныне — Государственный Русский музей). На обратной стороне холста сохранилась запись: «Левитан № 27 „Солнечный день“ 2200 руб.». Репродукция картины, под названием «Озеро», была помещена в журнале «Мир искусства» (№ 1 за 1901 год).

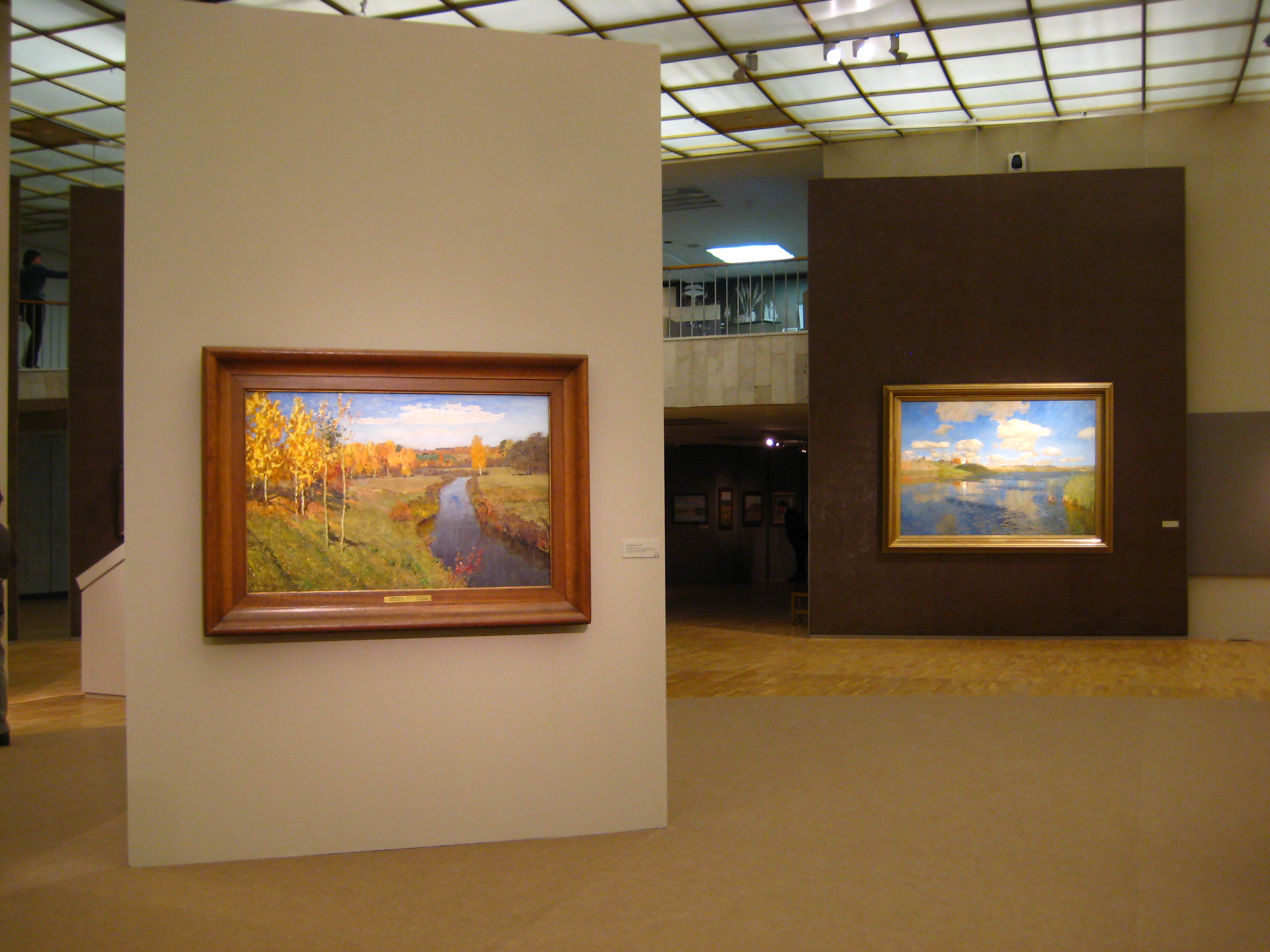
Картины «Золотая осень» и «Озеро» на выставке 2010—2011 годов в ГТГ на Крымском Валу

Впоследствии картина «Озеро» экспонировалась на ряде выставок, в том числе на персональных выставках Левитана, состоявшихся в 1938 году в Государственной Третьяковской галерее и в 1939 году в Государственном Русском музее в Ленинграде, а также на юбилейной, посвящённой 100-летию со дня рождения художника выставке, проходившей в 1960—1961 годах в Москве, Ленинграде и Киеве (картина принимала участие только в ленинградской части выставки, вне каталога). Она также входила в число экспонатов юбилейных выставок к 150-летию со дня рождения Левитана, проходивших в корпусе Бенуа Государственного Русского музея (с апреля по июль 2010 года) и в Новой Третьяковке на Крымском Валу (с октября 2010 года по март 2011 года). Во время юбилейной выставки Левитана, проходившей в 2010—2011 годах в Москве, был проведён социологический опрос посетителей экспозиции. Согласно результатам этого опроса, среди десяти наиболее понравившихся зрителям произведений художника оказались только два полотна из Русского музея — «Заросший пруд» (7-е место) и «Озеро» (10-е место); остальные восемь картин из первой десятки входят в собрание Третьяковской галереи.
По рассказам современников Левитана, уже через десять лет после смерти художника картина «Озеро» «потемнела, местами пожухла и в большой мере утратила изначальные осиянность и яркость». Впоследствии полотно неоднократно реставрировалось — в частности, перед персональной выставкой Левитана 1938 года, проходившей в Москве, а также в 1958 году, когда работу по восстановлению картины проводил ведущий реставратор Государственного Русского музея Ананий Бриндаров. В настоящее время картина «Озеро» выставляется в зале № 40 флигеля Росси, где, кроме неё, находятся другие произведения Исаака Левитана, среди которых «Золотая осень. Слободка», «Лунная ночь. Деревня» и «Тишина».

## Описание
Композиция картины «Озеро» построена по трём планам. На первом, затенённом плане находятся камыши и водная рябь, на которую нашла тень от облака. На втором плане изображено освещённое солнцем водное пространство большого озера. Наконец, на третьем, самом дальнем плане находятся возвышенные берега с полями, пашнями, рощами, а также селениями с их домами и церквами. По голубому небу плывут облака, которые отражаются в озёрной воде. У верхнего края полотна изображено большое тёмное облако, которое соединяется с крупным белым облаком, находящимся справа от него.

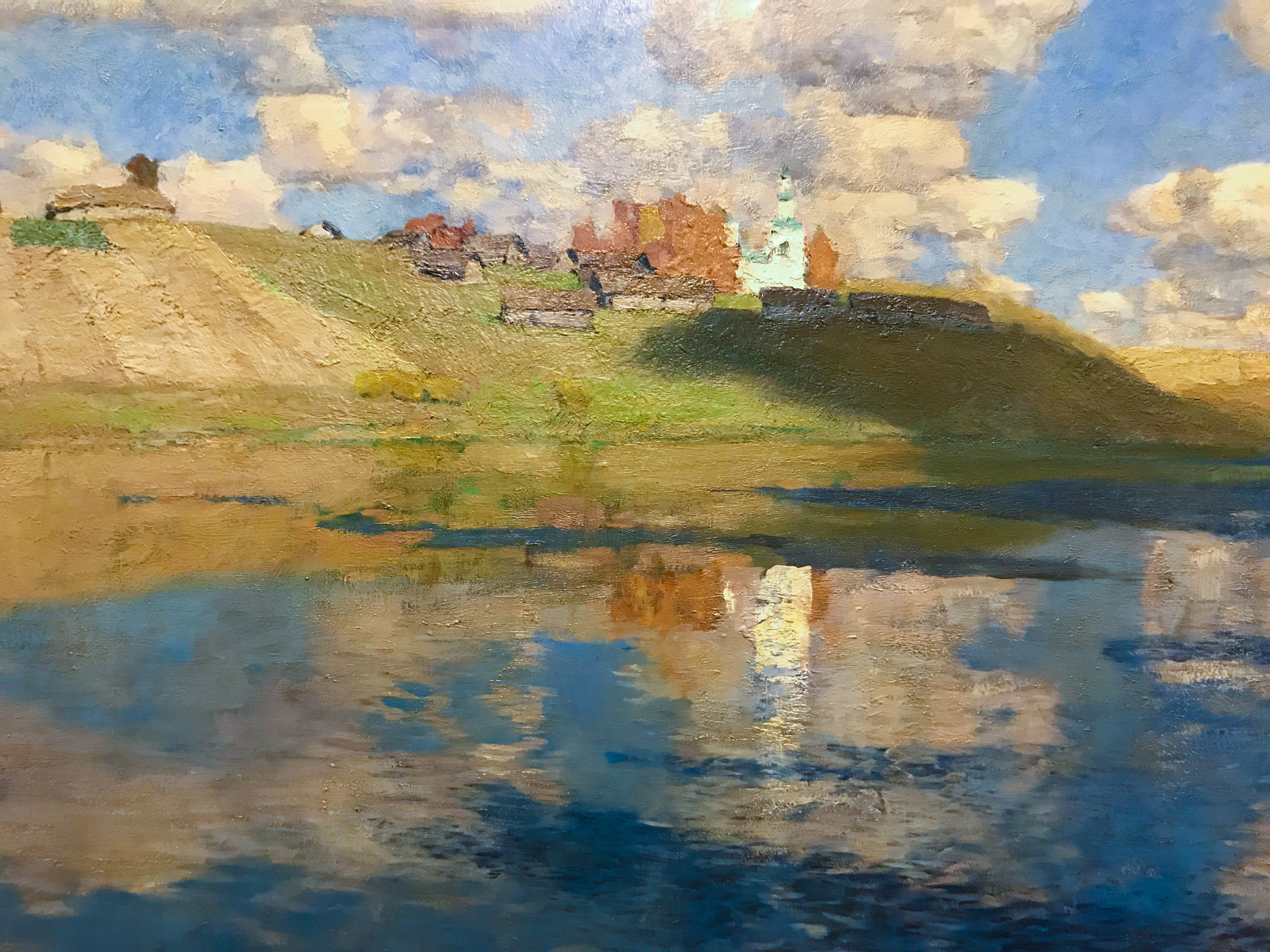
Деталь картины «Озеро»

По сравнению с первоначальным эскизом, где небо воспринималось в качестве фона, в окончательном варианте оно играет более заметную роль — многочисленные облака словно выплывают из-за горизонта, как будто бы догоняя друг друга; таким образом, возникает ощущение, что они движутся на зрителя и даже выходят за пределы полотна. По словам Алексея Фёдорова-Давыдова, «тема облаков с их движением, тенями от них и отражениями начинает занимать в общем строе пейзажа существенное, если не равноправное с изображением покрытых полями и оживлённых постройками берегов и глади озера место»; эта тема является немаловажной частью пейзажного образа и «средством его выразительности». Облака, а также другие находящиеся на первом плане предметы (камыши и водная рябь с отражениями), играющие роль «обрамления», даны фрагментарно и обрезаны краем полотна: «этот импрессионистический приём создаёт впечатление продолжения картины за пределами рамы».
Искусствоведы отмечали синтетичность изображённого на картине пейзажа, которая проявляется не только в том, что он был «сочинён» из нескольких натурных этюдов, но и в «собирательном, обобщающем характере самого образа, его идейной синтетичности», в том, что он представляет образ целой страны, — именно поэтому Левитан изначально хотел назвать его «Русью». Более того, в какой-то мере синтезированным оказалось и состояние природы: с одной стороны, жёлтый цвет листвы деревьев и сжатых полей указывает на то, что дело происходит осенью, а с другой — освещение и облака выглядят совсем по-летнему. Возможно, художник намеренно выбрал день «бабьего лета», когда «торжественность осени сохраняет ещё очарование лета».
Основу цветовой гаммы картины составляют сине-голубые, коричнево-зелёные, жёлтые и фиолетовые тона. В целом художник старался использовать яркие и чистые цвета, при этом даже белые облака были написаны им в разных тонах — желтоватых в освещённых местах и фиолетовых в затенённых. Для изображения полей и лугов используются жёлто-коричневые и зелёные цвета, листва деревьев написана в оранжево-коричневых тонах, в селениях на противоположном берегу озера видны красно-коричневые дома, выделяются белые пятна церквей. Для изображения воды используется голубой цвет с синей рябью и разноцветными отражениями. Левитан много раз переписывал воду с рябью на переднем плане, то добавляя, то убирая кувшинки. При детальном рассмотрении можно увидеть, что кажущиеся чисто декоративными целостные цветовые зоны разработаны с тонкими переходами и нюансами.
Картина «Озеро» написана большими, широкими мазками, которые подчёркивают весомость и материальную ощутимость изображённого. Наиболее массивно и корпусно исполнены освещённые солнцем облака и белая церковь. При работе над полотном художник использовал сложную технику, включавшую в себя неоднократные корпусные прописки и лессировки. В частности, для передачи беспокойной ряби воды на светло-голубой подготовительный слой наносились повторные прописки различных оттенков синего, фиолетового, серо-зелёного и розового цветов. В некоторых местах (в частности, при изображении камышей) повторные прописки по рельефному корпусному слою, без его предварительной счистки, вызвали некоторую сбивчивость фактуры, а перегрузка красочного слоя привела к потере эластичности. Кроме этого, более поздние прописки не получили достаточной связи с нижними слоями. Впоследствии это привело к образованию кракелюров и осыпанию повторных прописок, для устранения которых потребовались реставрационные работы.

## Этюды, эскизы и варианты
В Государственной Третьяковской галерее хранятся три этюда для картины «Озеро» — «Ветреный день» (бумага на холсте, масло, 1898—1899, 14 × 18 см, инв. 5341, поступил в 1917 году из собрания семьи М. А. Морозова и М. К. Морозовой), «Последние лучи. Озеро» (бумага на картоне, масло, 17,6 × 26,2 см, инв. 9117, поступил в 1927 году через Государственный музейный фонд из Государственного музея нового западного искусства; до этого был в собрании И. А. Морозова) и «Ясный осенний день» (дерево, масло, 12,5 × 27,3 см, инв. Ж-123, приобретён в 1961 году у московского коллекционера А. В. Гордона, до этого был в собрании Н. А. Соколова).
Этюды для картины «Озеро»
В Вятском художественном музее имени В. М. и А. М. Васнецовых хранится этюд «Озеро. Ветреный день» (картон, масло, 1898—1899, 11,3 × 17 см, инв. Ж-167), а в Государственном художественном музее Алтайского края — этюд «Облака» (холст на картоне, масло, 1890-е, 21,5 × 31,2 см, инв. Ж-1324; по другим данным — 1899, 21 × 31,5 см).
Кроме этого, в каталоге юбилейной левитановской выставки 1960 года среди подготовительных работ для картины «Озеро», датированных 1898—1899 годами, были указаны ещё два этюда: «Осень. Река» (холст, масло, 32 × 46,5 см, собрание Т. В. Гельцер, ранее был в собраниях Е. В. Гельцер и А. Н. Ляпунова) и «Озеро» (бумага на картоне, масло, 15 × 22,5 см, ГРМ, ранее был в собрании Н. Балашова). Составители более позднего каталога Русского музея полагают, что этюд «Озеро» был исполнен не для одноимённого полотна, а для картины «Серый день» (1890-е, Музей-квартира И. И. Бродского, Санкт-Петербург).
В собрании Нижегородского государственного художественного музея находится одноимённый эскиз картины «Озеро» (холст, масло, 48,6 × 69,7 см или 48,8 × 69,7 см, инв. Ж-1157). Эскиз поступил в музей в 1954 году из Министерства культуры РСФСР. В разных источниках он датируется 1898-м, 1899-м или 1898—1899 годами.
Эскиз и этюды для картины «Озеро»
В Государственной Третьяковской галерее хранится первый вариант картины «Озеро» (холст, масло, 1898—1899, 27 × 36,5 см, инв. Ж-552). Как и сама картина, он экспонировался на посмертной выставке художника, проходившей в Санкт-Петербурге и Москве в 1901 году. После этого он побывал в коллекциях И. И. Трояновского, К. И. Трояновской, В. Н. Виноградова и О. Ф. Виноградовой, а в 1968 году был приобретён Третьяковской галереей.

## Отзывы
Искусствовед Алексей Фёдоров-Давыдов относил картину «Озеро» к «замечательным творениям Левитана» и писал, что это полотно производит на зрителей «непосредственно большое и сильное впечатление, как могучая и прекрасная картина русской природы». По словам Фёдорова-Давыдова, в этом полотне — «лебединой песне» Левитана — художник «вновь утвердил те идеалы, которыми было проникнуто его искусство, и оставил его как завещание, вместе с теми новыми художественными проблемами, над решением которых его настигла смерть». Отмечая, что Левитану удалось придать сочинённому пейзажу кажущееся единство, Фёдоров-Давыдов писал, что при этом художник не сумел полностью преодолеть его перегруженность и не смог до конца связать друг с другом «все сложные и противоречивые моменты и средства решения своей картины».

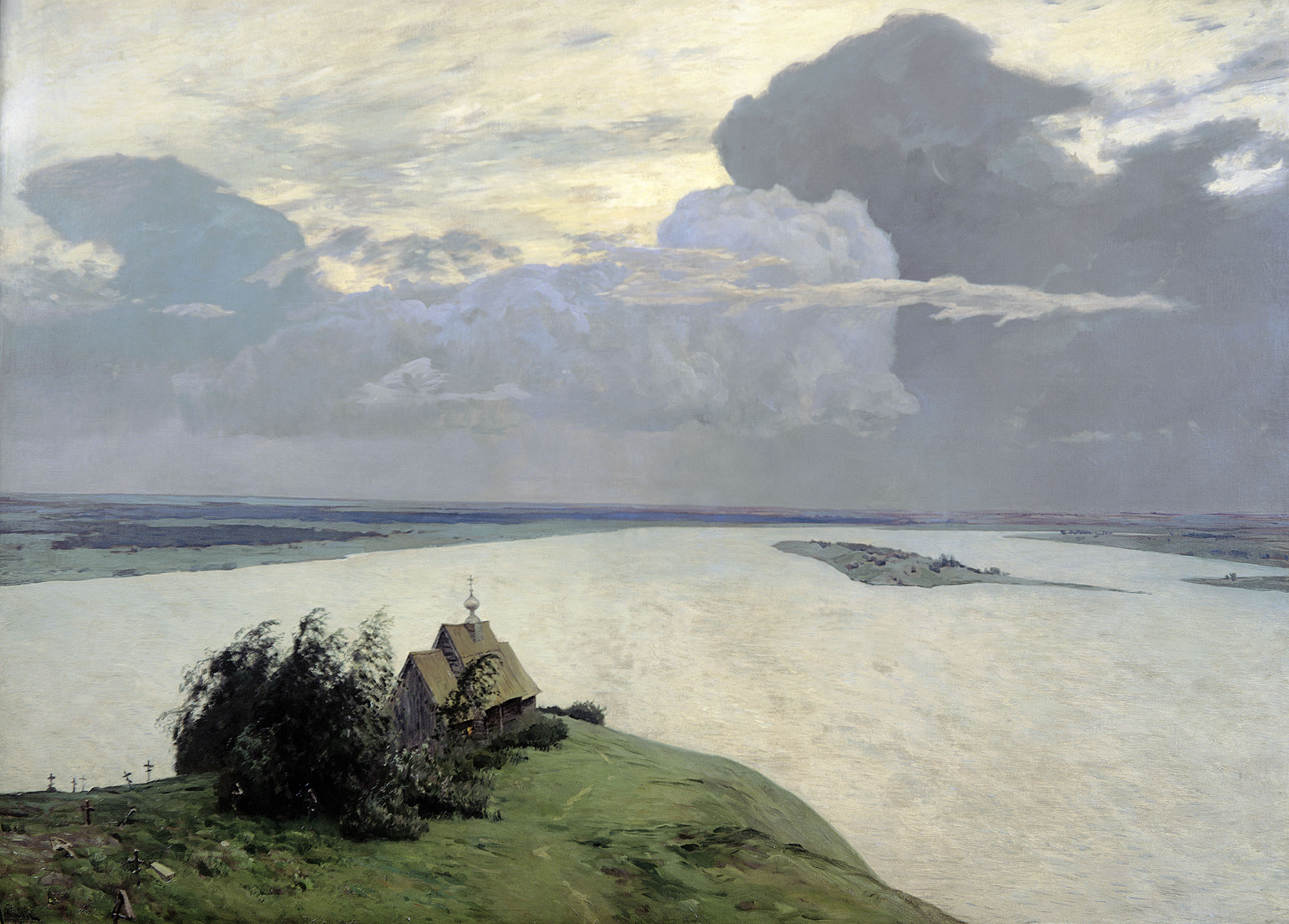
Над вечным покоем (1894, ГТГ)

По мнению искусствоведа Михаила Алпатова, в картине «Озеро» живописное мастерство Левитана «выглядит исключительно зрелым и окрепшим». В отличие от более раннего полотна «Над вечным покоем», в котором грандиозность природы вызывает ощущение слабости человека, «Озеро» воспринимается как «настоящая песнь радостной, торжествующей, праздничной природы». По словам Алпатова, в полотне «Озеро» Левитану удалось дать «собирательный образ своей родины» — в нём можно увидеть «и прошлое Руси, и её настоящее, и природу, и человека»; в этом произведении «слились воедино и личные переживания художника, и сама праздничная красота мира».
Искусствовед Владимир Петров называл полотно «Озеро» главным произведением позднего Левитана и отмечал, что в нём художник добивался «монументального лиризма образа», пытаясь соединить «почти импрессионистическую непосредственность свежести и яркости солнечного дня» и декоративно-монументальное начало, которое связывает эту картину с традициями старинной фресковой живописи. Соглашаясь с Алпатовым, Петров писал, что «Озеро» можно рассматривать в качестве «антиномической пары» по отношению к картине «Над вечным покоем», поскольку в нём слышится не траурная, а «торжественно-мажорная музыка природы».

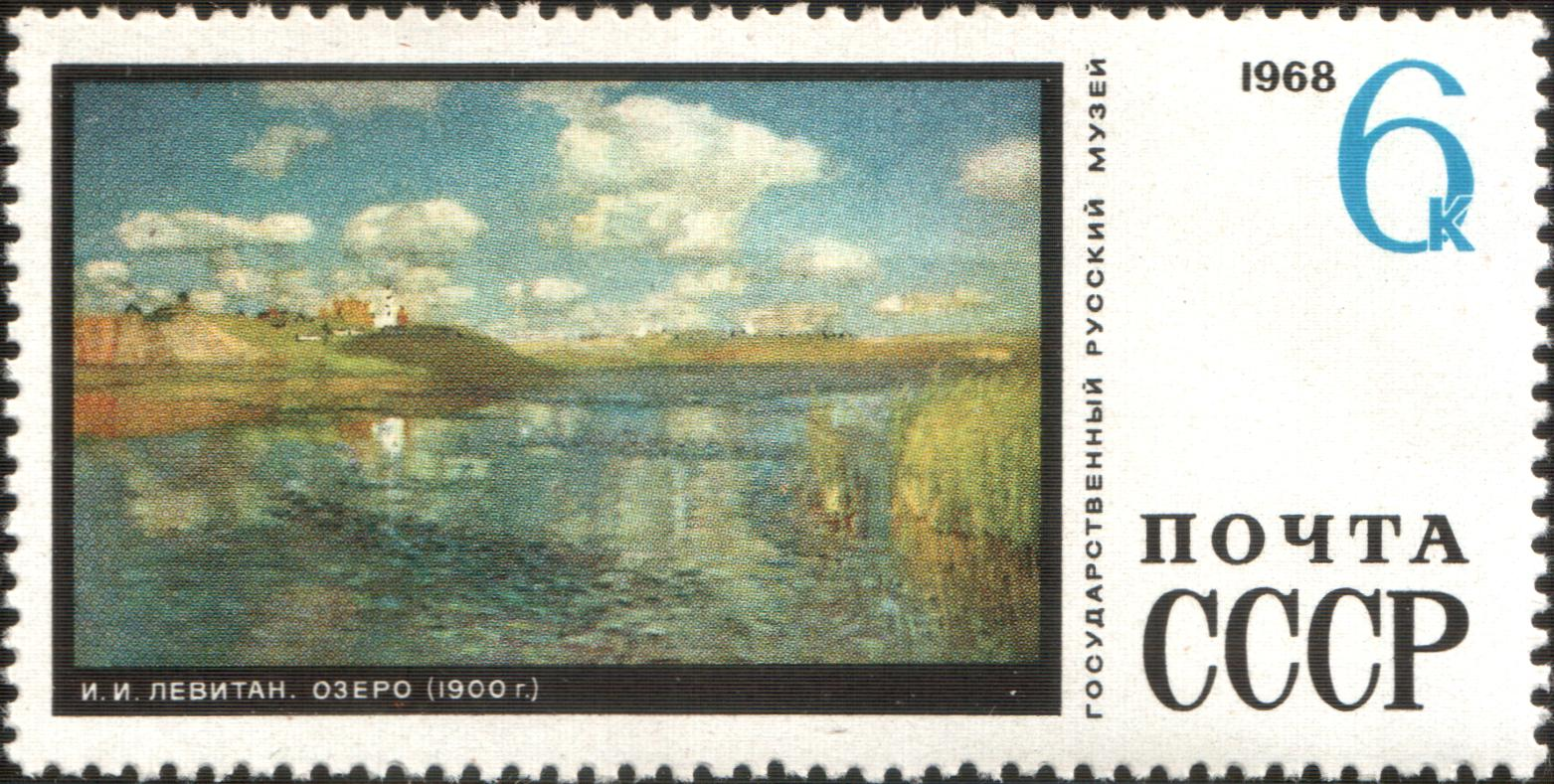
Картина «Озеро» на почтовой марке СССР 1968 года

В начале 2000-х годов искусствовед Фаина Мальцева писала, что за столетие, минувшее со времени создания картины «Озеро», она не потеряла «своей высокой художественности и эстетической действенности». Мальцева отмечала, что, несмотря на некоторую живописную незавершённость левитановского пейзажа, он «сам собой ещё больше закрепляет за созданным образом предполагавшееся художником второе, более расширительное название» (имеется в виду альтернативное название «Русь»). По словам Мальцевой, «наличие в творчестве Левитана такого мажорного произведения закономерно», поскольку «оно органично сливается со многими его пейзажами последнего периода».
Искусствовед Виталий Манин отмечал, что в последней незавершённой картине Левитана «Озеро. Русь» «с очевидностью проявились живописные поиски художника, открывающие искусство нового века». По словам Манина, в основу нового метода осмысления мира легло «желание уловить мгновенное состояние атмосферы, переменчивость красок, подвижность воздуха и вместе с тем эскизная манера фиксации чувств и переживаний», при этом «былой масштаб мышления уступил место чуткому вслушиванию в жизнь природы, стремлению уловить её „психическое состояние“». Отмечая динамичность мазка и необычайную яркость красок, Манин писал, что «Озеро» «обогащает живопись взволнованной впечатлительностью вибрации цвета» и знаменует собой переход от былого покоя левитановских картин к живому движению.
По словам искусствоведа Владимира Круглова, полотну «Озеро» свойственны «поиски эпического начала при почти импрессионистической свежести восприятия натуры и исполнения». Круглов писал, что эта картина, несмотря на её неоконченность, производит цельное впечатление, является одной из вершин творчества Левитана и по праву считается «шедевром отечественной пейзажной живописи».
Художник Константин Юон писал, что картина «Озеро», так же как и «Март» и «Свежий ветер. Волга», относится к произведениям Левитана, наполненным «радостью и счастливым ощущением жизни».

## Комментарии
1. ↑  Для датировки событий, происходивших в Российской империи, используется юлианский календарь («старый стиль»).